# Robert Voloder
Robert Voloder (* 9. Mai 2001 in Frankfurt am Main) ist ein deutsch-bosnisch-herzegowinischer Fußballspieler. Der Verteidiger steht in den USA bei Sporting Kansas City unter Vertrag. Er ist ehemaliger bosnisch-herzegowinischer sowie aktueller deutscher Nachwuchsnationalspieler.

## Karriere

### Verein
Voloder wurde in seiner Geburtsstadt Frankfurt am Main, wo er auch aufwuchs, bei der Eintracht sowie beim FSV Frankfurt ausgebildet, darüber hinaus spielte er ein Jahr im benachbarten Offenbach bei der SG Rosenhöhe. Als B-Jugendlicher wechselte er dann ins Nachwuchsleistungszentrum des 1. FC Köln. In der Saison 2017/18 war der Verteidiger für Köln als Mannschaftskapitän in der B-Junioren-Bundesliga aktiv und kam auch auf seine ersten Einsätze für die A-Jugend. Dieser gehörte er seit Sommer 2018 fest an und war dort Stammspieler sowie ab der Spielzeit 2019/20 ebenfalls Spielführer. In dieser kam der Hesse auf 19 Pflichtspiele für Köln, in denen ihm fünf Tore gelangen. Nachdem die Saison aufgrund der COVID-19-Pandemie vorzeitig beendet worden war, stand Köln mit Voloder darüber hinaus als Sieger der Staffel West fest.
Nach seinem ersten Einsatz im Herrenbereich, den er im September 2019 für die zweite Mannschaft in der Regionalliga West absolviert hatte, stand der Abwehrspieler unter Cheftrainer Markus Gisdol in der Rückrunde auch schon zweimal im Bundesligakader.
Im Mai 2020 erhielt Voloder einen bis 2023 gültigen Profivertrag beim Effzeh und rückte zur Spielzeit 2020/21 in den Kader der ersten Mannschaft auf. Anfang Januar 2021 wurde der 19-Jährige, der an den ersten 14 Spieltagen nicht zum Einsatz gekommen war und lediglich Spielpraxis in der Regionalliga gesammelt hatte, von der sportlichen Leitung um den Geschäftsführer Horst Heldt und den Cheftrainer Gisdol gemeinsam mit Frederik Sørensen und Christian Clemens aus dem Profikader gestrichen und in die zweite Mannschaft versetzt. Laut Heldt war die Kaderreduzierung nötig, um „mehr Qualität in die Trainingsformen zu bekommen“. In der Saison 2020/21 kam Voloder auf 26 Regionalligaeinsätze (alle von Beginn), in denen er ein Tor erzielte.
Zur Saison 2021/22 wechselte der 20-Jährige für ein Jahr auf Leihbasis zum slowenischen Erstligisten NK Maribor. Dort zählte er zu Saisonbeginn sowohl in der Liga als auch in der Qualifikation zur UEFA Europa Conference League zur Stammmannschaft. Nach 20 Ligaeinsätzen (alle in der Startelf), in denen er 2 Tore erzielte, erwarb NK Maribor schließlich auch seine Transferrechte. Bereits im Januar 2022 verließ Voloder Slowenien und wechselte nach Nordamerika in die USA, wo er beim MLS-Franchise Sporting Kansas City unterkam. Sein Vertrag läuft bis 2024 und enthält eine Option auf eine Verlängerung bis 2025.

### Nationalmannschaft
Voloder lief vierzehnmal für bosnische Nachwuchsmannschaften, ehe er sich für den DFB entschied. Mit Bosniens U17 konnte sich der Verteidiger für die EM 2018 qualifizieren, wo man jedoch in der Gruppenphase ausschied.